# Lipova, Arad
Lipova là một thị xã thuộc hạt Arad, România. Dân số thời điểm năm 2002 là 11246 người.